# كريستينا علي فرح
كريستينا علي فرح كاتبة وصحفية إيطالية ولدت عام 1973 في فيرونا، وهي لأب من أصل صومالي وأم إيطالية.

## السيرة الذاتية
ولدت كرستينا في إيطاليا لأب صومالي وأم إيطالية، ونشأت في مقديشو، حيث التحقت بمدرسة إيطالية هناك حتى اندلعت الحرب الأهلية الصومالية في عام 1991 م.
انتقلت بعد ذلك مع عائلتها إلى مدينة بيتش بالمجر، ثم عادت إلى مسقط رأسها في فيرونا، إيطاليا، وحصلت هناك على درجتها الجامعية في الأدب الإيطالي من جامعة لا سابينزا في روما حيث تقيم حاليًا.

## المهنة الأدبية
منذ عام 1999 شاركت كريستينا منذ عام 1999 في التعليم الثقافي المشترك بمشاريع مُطَوَّرة للطلاب والمعلمين والمهاجرات الإناث تدور حول الحكايات وأدب ما بعد الاستعمار ومواضيع الهجرة، وقد تعاونت في هذه المجالات مع مختلف الجمعيات الإيطالية والمنظمات غير الحكومية مثل (تشياس-Cies) ومنتدى ثقافات كاريتاس الدولية وغيرها.
كما ساهمت أيضًا لبعض الوقت في دراسات لغوية صومالية في جامعة روما، وشاركت في «كتابة المهاجرين» وهو مؤتمر عُقِدَ بين نوفمبر / تشرين الثاني وديسمبر / كانون الأول 2004 في كابيتول في روما، كما شاركت في الحلقة الدراسية الخامسة لكتاب المهاجرين الإيطاليين التي نظمها ساغارانا في تموز / يوليه 2005.
وفي ديسمبر 2005 عرضت عملها في جامعة براون (الولايات المتحدة الأمريكية) خلال مؤتمر «الهجرة والأدب في إيطاليا المعاصرة»، وفي جامعة كولومبيا في مدينة نيويورك خلال دورة «الحكايات الإيطالية»، وفي أكتوبر من العام نفسه ألقت محاضرة عن الشتات الصومالي في اجتماع «القافلة الأخيرة من القرن الأفريقي» في ميلانو.
يُذكر أن كريستينا هي رئيسة وكالة أنباء ميغرا. كما أنها تكتب للدوريات والمجلات الإيطالية الأخرى مثل الجمهورية، ماليبيجيو، أوروبا، الميثاق، والتحرير وعدة مجلات أخرى.
وقد نُشِرت رواياتها وقصائدها في عدة مجلات إيطالية، ومن مختاراتها «شعر الهجرة في إيطاليا» وشعر الكتاب المهاجرين في إيطاليا.
وفازت كريستينا في عام 2006 بالمنافسة الأدبية الوطنية «اللغة الأم» التي يروج لها مركز دراسات أفكار المرأة، كما تم تكريمها من قِبَل مدينة تورينو في معرض تورينو الدولي للكتاب.
وفي عام 2007 نشرت روايتها الأولى«الأم الصغيرة»، وفي عام 2014 نشرت الرواية الثانية، «قائد النهر».
وقد شاركت في برنامج الكتابة الدولية المرموقة في جامعة آيوا في خريف 2017 م.

## وصلات خارجية
- https://web.archive.org/web/20030718181726/http://www.el-ghibli.provincia.bologna.it/chisiamo/ali-farah.html
- http://www.italosomali.org/Cristina.htm